# Дэниэл, Томас
Томас Дэниэл (англ. Thomas Daniell; 1749, Чертси — 19 марта 1840) — британский художник-пейзажист.

## Биография
Родился в городке Чертси в семье владельца гостиницы. В детстве стал учеником художника-геральдиста, но с ранних лет испытывал склонности к рисованию пейзажей природы и красивых зданий. До 1784 года, однако, он рисовал лишь топографические карты и цветы. Выставил 30 работ, в основном пейзажи и цветочные произведения, в Королевской академии художеств с 1772 по 1784 год. Дэниэлю было трудно утвердиться в качестве пейзажиста в Британии. В 1784 году отправился в Индию вместе со своим племянником Уильямом, также художником, находящимся под его влиянием, и стал достаточно известен в Калькутте. Дэниэл провёл там десять лет и по возвращении в Лондон начал издавать огромную серию созданных им в Индии рисунков в шести выпусках под общим названием «Восточные пейзажи», публикация которой продолжалась до 1808 года. С 1795 до 1828 года создавал в основном рисунки на восточную тематику (восточные храмы, джунгли, сцены охоты) и различные акватинты. Он также сделал ряд рисунков для энциклопедии Риса.
В 1790 году был избран королевским академиком и членом Королевского общества искусств. Последние годы жизни прожил в Кенсингтоне.
Дэниэл никогда не был женат. Он умер в своем доме в Кенсингтоне 19 марта 1840 года, в возрасте 91 года, пережив обоих своих племянников.

## Галерея

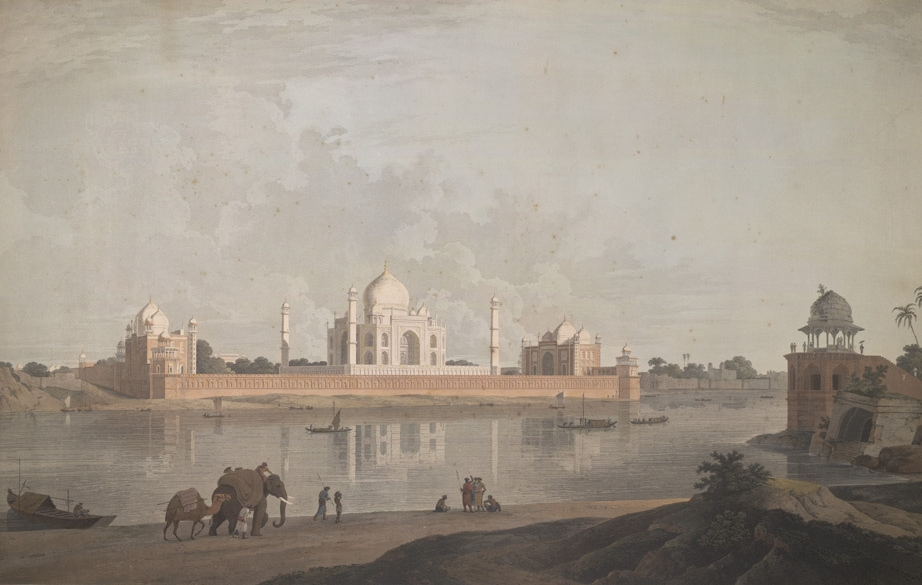
Тадж Махал
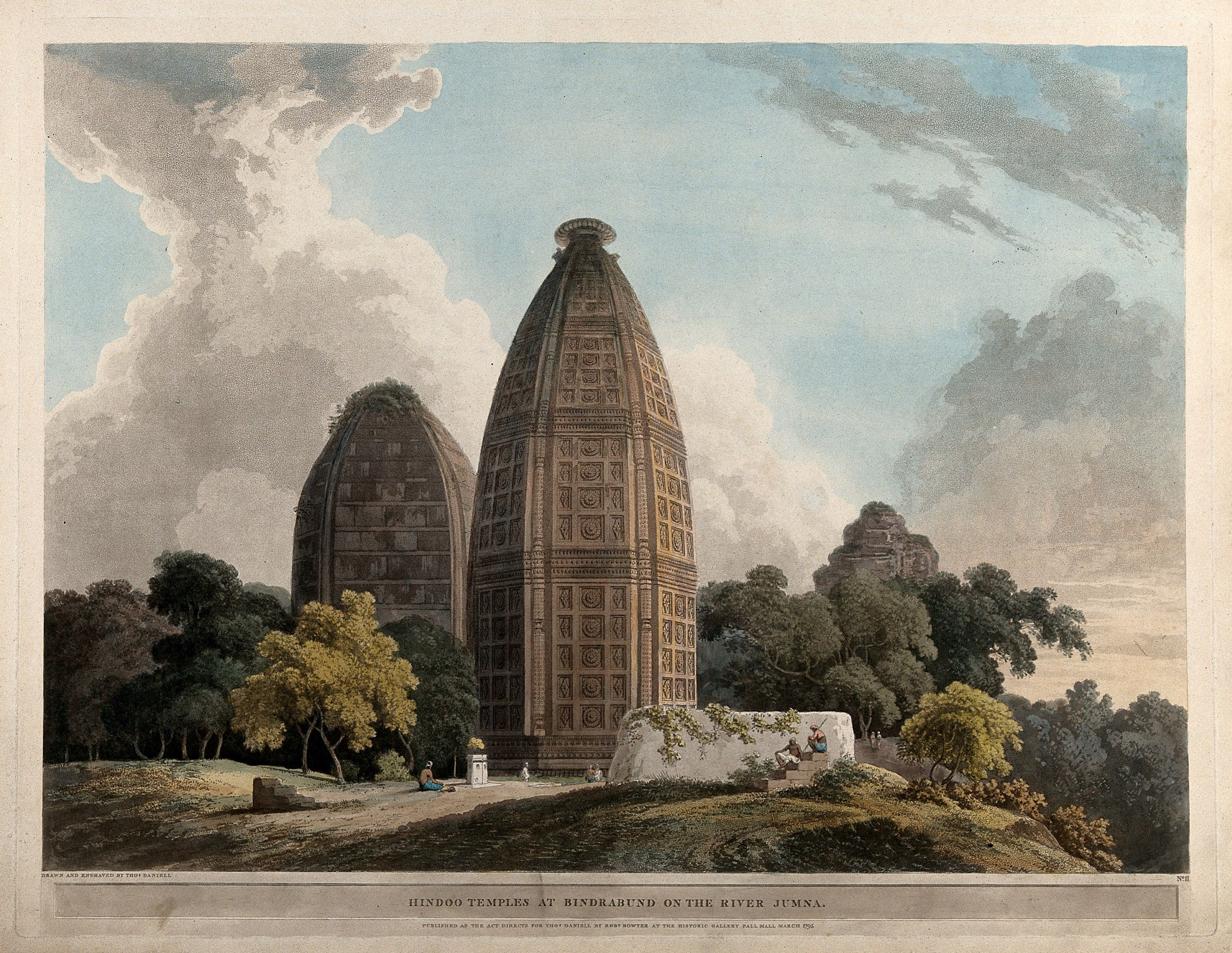
Индусские церкви на Джамне, Индия.
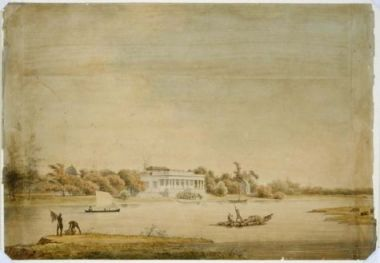
Правительственное здание, Индия.
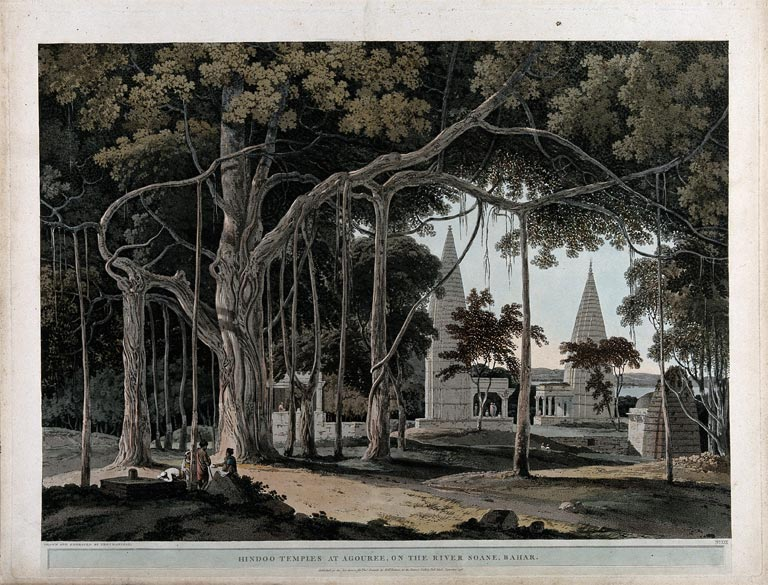
Фикус бенгальский и индусские церкви.
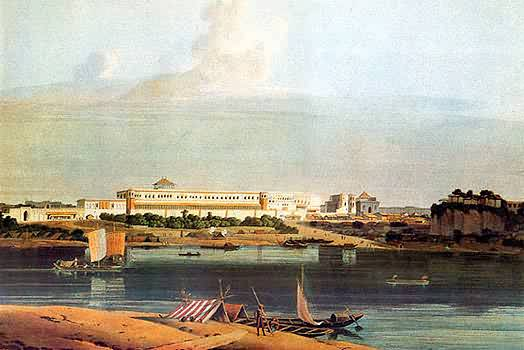
Дворец наваба Ауда Шуджи ад-Даулы в Лакхнау.
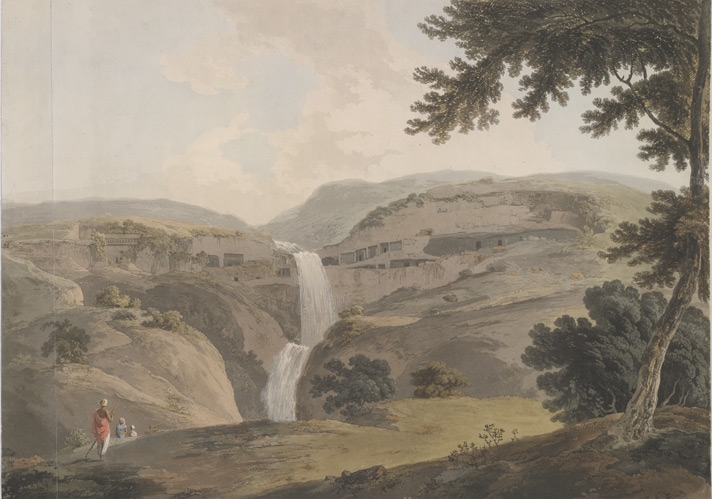
Гора Эллоры

- Эта статья (раздел) содержит текст, взятый (переведённый) из одиннадцатого издания «Британской энциклопедии», перешедшего в общественное достояние.